# 스코어러 (비디오 게임)
스코어러(일본어: スコアラー 스코아라[*])는 점수제를 채택하고 있는 모든 비디오 게임에서 최대한 높은 점수를 목적으로 하는 플레이어들을 가리키는 말이다. 이런 유형의 플레이어들은 주로 오락실 게임에서 많이 찾아볼 수 있다. 스코어러들은 자신들이 목표로 하는 최고 득점을 달성하였을때, 게메스트, 아르카디아, 베이직 매거진과 같은 잡지에서 실시하는 스코어 집계에 응모하기 위해서 스코어 네임이라고 하는 일종의 닉네임을 가지고 있다.

## 개요
원래 스코어러에 의한 하이스코어는 일본의 슈퍼게이머즈, AM라이프, 게메스트, 베이직 매거진(또는 마이크로컴퓨터 베이직 매거진)과 같은 게임과 관련이 있는 게임잡지에서 매달 집계되어 발표되었지만, 20세기 말 해당 잡지가 폐간된다던지 잡지내에서 스코어 집계 자체를 중단한다던지와 같은 일 때문에 21세기에 들어서는 월간 아르카디아에 의해서 스코어 집계가 이루진다. 다만 21세기에 들어 몇몇 오락실 게임은 네트워크화에 입각하여, 각 게임마다 실시간으로 스코어나 타임이 집계되어, 그것이 공식적인 스코어로 공표되는 사례도 종종 있다. 타이토의 다라이어스 버스트 어나더 크로니클에서 이뤄지는 네트워크를 통한 점포별 스코어 실시간 집계가 대표적이다.
스코어러에게 있어 최종적인 목표는 전국(전 세계)에서 가장 높은 스코어(전일)를 내는 것이며, 또한 해당 스코어러가 보유하고 있는 전일기록의 개수나 질에 따라 잡지에서 취급하는 방향이나 스코어러들 간의 소문이 바뀌게 된다. 단 21세기에 들어서 스코어러의 숫자는 갈수록 감소하는 추세다.

## 관련 용어

### 연사 (連付き)
연사장치를 사용한 플레이를 통해서 뽑아낸 스코어로, 연사장치의 존재여부에 따라서 스코어의 편차가 나게 되는 게임에선 연사장치를 사용하지 않고 뽑은 스코어를, 연사장치 없음으로 따로 집계하는 케이스가 있다. 한번에 여러개의 버튼을 동시에 누르는 효과가 적용된 버튼이나, 레버 연사버튼, 커맨드 실행 버튼과 같이, 일반적인 플레이에선 전혀 있을 수 없는 조작체계를 이용한 스코어도 연사 스코어로 취급된다.

### 이론치 (理論値)
액션 게임이나 슈팅 게임등의 장르에선, 일반적으로 완벽하게 동일한 조작을 실시할 경우, 이에 따라 똑같은 결과를 얻게 되는 경향이 강하다. 이런 점에 착안하여 스코어러들은 위와 같은 특성을 이용하여, 해당 공략을 각 부분마다 분리하여, 각 부분마다 최고의 스코어를 뽑기 위해서는 어떻게 플레이를 해야 할 것인지를 규명하는 일(일명 패턴화)을 통하여 전체적인 부분에서 스코어를 끌어올린다. 이렇게 각 부분마다 최고의 스코어를 모든 부분에서 뽑아냈을 경우를 가정시에 나오는 종합 스코어를 이론치라고 칭한다.

### 합체 (合体)
스코어러는 위에서 설명한 이론치를 달성하기 위해, 모든 부분에서 최고의 스코어를 뽑아내는 패턴을 끝까지 연결할 수 있게끔 수많은 시행착오를 거치며, 수많은 시행착오를 거쳐 해당 패턴이 끝까지 완벽하게 연결되었을때, 합체하였다고 표현한다.

### 전일 (全一)
전국 1위(일본어: 全国一位 젠고쿠이치이[*])의 약자로, 게메스트, 베이직 매거진, 아르카디아와 같이 오락실 게임의 하이스코어를 집계하고 있는 잡지에서 집계된 하이스코어중에서 최고의 스코어를 말한다. 스코어러들에게 있어 전일은 최종 목표라고 할 수 있다. 하지만 전일을 획득하였음에도 불구하고 이에 만족하지 않고 이보다 더 높은 스코어를 목표로 하는 스코어러들도 보인다. 공략 비디오라던지 DVD를 제작할 경우엔 전일기록을 가지고 있는 스코어러를 섭외하여 공략 영상을 찍게 된다.

### 거짓 점수
일본어로는 우소스코아(일본어: 嘘スコア)라고 한다. 비디오 게임의 하이스코어(혹은 클리어 타임) 집계에 있어, 부정한 방법으로 찍은 스코어를 의미한다. 게임의 난이도나 설정을 임의로 변경하여 찍은 점수, 세상에 알려진 버그를 포함하여 전혀 알려지지 않은 버그를 악용하여 스코어를 비정상적으로 크게 증폭시킨 점수, 코인 러시(컨티뉴 남발)나 영구 패턴을 이용하여 찍은 점수가 있으며, 이밖에 진행 시간을 비정상적으로 줄이는 경우도 있다.

## 같이 보기
- 영구 패턴